# 洪水泉回族乡
洪水泉回族乡是中华人民共和国青海省海东市平安区下辖的一个民族乡。

## 行政区划
洪水泉回族乡下辖以下村级行政区划单位：
井尔沟村、槽子村、马圈村、糜子湾村、黄鼠湾村、永安村、洪水泉村、沟滩村、硝水泉村、北岭村、韭菜沟村、阿吉营村、沙义岭村、拉树岭村和永固村。

## 中国传统村落
2013年8月，洪水泉村、硝水泉村被评为第二批中国传统村落。

## 全国重点文物保护单位
- 洪水泉清真寺